# CHAPS
CHAPS spol. s r.o. je společnost, která je známá především jako vývojář a původní provozovatel vyhledávače dopravních spojení IDOS a od roku 1998 provozovatel Celostátního informačního systému o jízdních řádech. Původně šlo o soukromou společnost, jejímž hlavním (a v některých obdobích jediným) společníkem byl Ing. Peter Chlebničan. Od října 2017 je dceřinou společností ČD-Informační systémy a.s., potažmo Českých drah a.s. Společnost uvádí, že se zabývá vývojem, údržbou a provozem IT aplikací a systémů, zejména se zaměřuje na komplexní softwarová řešení pro železniční i silniční osobní dopravu.

## Vlastnická struktura a vedení
Společnost vznikla a byla zapsána do obchodního rejstříku 27. dubna 1993. Původně sídlila v Úholičkách na adrese bydliště jednatele Jana Plašila, od listopadu 1994 pak vystřídala dvě brněnské adresy, a to v ulici Velkopavlovické v Židenicích a od roku 2001 Bráfova 1617/21 v Žabovřeskách, obojí na adrese bydliště jednatele Petra Chlebničana, kde sídlo zůstalo i po odkoupení společnosti skupinou ČD.[zdroj?]
Původními společníky byli:
- Ing. Peter Chlebničan (100 000 Kč), k 15. listopadu 1994 navýšil podíl na 130 000 Kč (o polovinu podílu Petra Cabadaje)
- RNDr. Jan Plašil (100 000 Kč), do 15. listopadu 1994, k 15. listopadu 1994 navýšil podíl na 130 000 Kč (o polovinu podílu Petra Cabadaje)
- RNDr. Peter Cabadaj (60 000 Kč), do 15. listopadu 1994
- RNDr. Jan Rakušan (60 000 Kč), do 15. listopadu 1994, kdy podíl přešel na Zuzanu Rakušanovou, která si jej podržela do 3. dubna 1996.
- Ing. Jan Sychra (40 000 Kč), do 3. dubna 1996
- Ing. Ivan Jančura (20 000 Kč), do 3. dubna 1996

K 3. dubnu 1996 byl základní kapitál společnosti snížen z 380 000 Kč na 260 000 Kč a společníky zůstali rovnými díly už jen Peter Chlebničan a Jan Plašil. 13. dubna 2006 se stal jediným společníkem Peter Chlebničan. 21. září 2007 od něj získala 50% podíl ve společnosti (130 000 Kč) olomoucká společnost OLTIS Group a.s. (jejímž předsedou představenstva byl Ing. Štefan Mestický) a držela jej až do 22. září 2016, kdy se stoprocentním vlastníkem (s vkladem 260 000 Kč) stal opět Peter Chlebničan.[zdroj?]
Jednatelem společnosti byl od jejího vzniku až do října 2017 Ing. Peter Chlebničan, od vzniku společnosti do prosince 2003 též RNDr. Jan Plašil, od ledna 2011 do října 2017 též Tomáš Chlebničan. Za společnost mohl do října 2017 jednat každý z jednatelů samostatně.[zdroj?]
K 20. říjnu 2017 stoprocentní podíl ve společnosti získala brněnská společnost CHF Holding, s.r.o., která patřila zakladateli Chapsu Peteru Chlebničanovi a jeho synovi Tomášovi. K 24. říjnu 2017 byla společnost CHAPS koupena společností ČD Informační systémy (ČDIS). Jednateli se stali Ing. Miroslav Kopecký a Ing. Tomáš Vacek, v dubnu 2019 Miloslava Kopeckého nahradil Ing. Miroslav Řezníček. Od října 2017 společnost musí zastupovat oba jednatelé společně. Mateřská společnost České dráhy na tuto akvizici své dceřiné společnosti ČD Informační systémy půjčila 400 milionů Kč. Zda šlo zároveň o kupní cenu, není jasné. Předtím se údajně hovořilo o tom, že hodnota firmy je jen 120 milionů, a proto se transakcí zabýval i ministr dopravy Dan Ťok. Jako hlavní důvod koupě společnosti skupinou České dráhy bylo zmiňováno, že České dráhy nechaly soukromou firmu vyrůst ze svých zakázek, aniž měly všechny potřebné licence k systémům, které Chaps dodal, a dostaly se do situace, které se v oboru říká vendor lock, tedy závislosti na dodavateli. Proti nákupu těsně před volbami se postavil například předseda hnutí ANO Andrej Babiš. Člen hnutí ANO a nově i poslanec Milan Feranec z postu šéfa dozorčí rady Českých drah i ČDIS nákup podporoval. České dráhy nezveřejnily, kdo pro ČDIS zajišťoval znalecké posudky. Podle informací serveru Zdopravy.cz znalecký posudek dělal Kreston A&CE a právní služby pro ČDIS v souvislosti s touto transakcí zajišťovala společnost HSP & Partners právníka Květoslava Hlíny, která pracovala pro Agrofert a u Českých drah získala nové zakázky po nástupu hnutí ANO do vlády.
Půl roku po ovládnutí CHAPSu Českými drahami byl z funkce v červnu 2018 odvolán dlouholetý výkonný ředitel Tomáš Chlebničan, syn původního majitele, a byl nahrazen Vlastimilem Coufalem. Podle mluvčího Českých drah bylo již při koupi Chapsu s Tomášem Chlebničanem dohodnuto, že pomůže při předávání společnosti a následně odejde z jejího vedení. Podle Chlebničana však domluva byla, že postupně předá vedení do konce roku, ne takto brzy. Coufalův životopis se protíná s profesní dráhou jednatele Chapse Tomáše Vacka, který dříve působil v ČD-Telematika.
10. června 2010 se společnost CHAPS stala i vlastníkem společnosti ČSAD SVT Praha, která provozovala například rezervační systém AMSBUS nebo webový portál BUSportál, do skupiny CHAPS se dostaly též společnosti SVT Slovakia a INPROP Žilina (spoločnosť pre INformatiku, PRognózy a OPtimalizácie, která mj. provozuje slovenskou obdobu IDOSu).[zdroj?]

## Vyhledávač spojení a informační systém o jízdních řádech
V roce 1993 CHAPS pro státní podnik České dráhy navrhl a vyvinul první Elektronické jízdní řády, předchůdce vyhledávače IDOS.[zdroj?]
První verze vyhledávače IDOS spravovaly České dráhy-DATIS (dnešní ČD Informační systémy) od roku 1997 do roku 2007 spolu s CHAPS; po roce 2007 už jen společnost CHAPS. Obdobný systém je provozován i na Slovensku.[zdroj?]
Mezi léty 1994–1998 byl firmami COnet Praha a ČSAD SVT Praha vyvíjen podobný systém, ABUS. Systém ABUS vycházel z rezervačního systému AMS BUS, vyhledával pouze mimoměstská autobusová spojení. V roce 1998 byl integrován do IDOS a byl provozovaný až do roku 2006 nad datovou základnou CIS JŘ.[zdroj?]
V roce 1998 Ministerstvo dopravy vypovědělo ČSAD ÚAN Praha Florenc a.s. smlouvu o vedení Celostátního informačního systému o jízdních řádech a nově pověřilo vedením tohoto systému společnost CHAPS. Později získala existence CIS JŘ i explicitní legislativní oporu a zákonem byl tento systém prohlášen za informační systém veřejné správy, ačkoliv speciální legislativa řešila pouze datové vstupy systému, nikoliv jeho výstupy. Nové pověřeni Ministerstva dopravy České republiky k vedení Celostátního informačního systému o jízdních řádech veřejné linkové osobní dopravy (silniční) společnost získala od 26. října 2001.[zdroj?]
Webové rozhraní vyhledávače spojení IDOS bylo v roce 2006 spojeno s portálem Atlas.cz, v roce 2007 jej nahradil portál iDnes.cz (MAFRA). Pro společnost O2 CHAPS zajišťuje poskytování informací o dopravním spojení prostřednictvím mobilních telefonů (SMS a WAP).[zdroj?]
V roce 2015 získala společnost CHAPS za blokaci otevřených dat týkajících se jízdních řádů Anticenu Lupa.
Pro CHAPS představoval IDOS zhruba třetinu obratu.

## Další produkty
Společnost dále inzeruje například
- tvorbu jízdních řádů (systém SOCRET) včetně optimalizace vedení linek, sestavování oběhů vozidel, optimalizace rozmístění středisek obsluhy a komplexního řešení dopravní obslužnosti, systémů svozů, rozvozů či okružních jízd. Systém pro konstruování a tisky jízdních řádů využívají významní zákazníci, například největší městské dopravní podniky (Praha, Brno a Ostrava) a organizátory integrovaných dopravních systémů (ROPID, KORDIS JMK).
- informační systémy pro cestující (např. systém INISS pro poskytování hlasových a vizuálních informačních služeb pro cestující v železničních stanicích, na autobusových nádražích, na zastávkách městské hromadné dopravy nebo na letištích, MAVIS – audiovizuální informační systém ve vozidlech, ŘVOD – řazení vozidel osobní dopravy, v grafické podobě zobrazuje řazení vozidel na internetu a elektronických zobrazovacích panelech v železničních stanicích),
- pokladní a rezervační systémy (např. PARIS, informační a pokladní systém pro podporu odbavení cestujících a poskytování služeb v osobní železniční dopravě, ARES3, rezervační systém Českých drah, vývoj a údržba rezervačního systému pro ČSAD SVT)
- sestavování plánů údržby dopravních komunikací,
- dopravní zabezpečení mimořádných událostí.
- internetové rozhraní pro správu čipových karet ČD In-karta a e-shop Českých drah, CASPRO – systém prodeje předplatních časových jízdenek MHD.
- monitorování polohy vozidel (MPV, používá se v integrovaných systémech PID, ODIS, KORID LK a KOVED)
- informační systém provozovny (ISP, používá se pro management směn provozních pracovníků pražského metra)
- výkony vozidel metra (VVM)
- prodejní automaty jízdenek (UNIPAJ, MOPAJ)
- MyCorridor – tříletý projekt financovaný z programu Evropské unie Horizon 2020, jehož cílem je podpora udržitelné mobility. Projekt se zaměřuje na propojení přepravních služeb různých poskytovatelů.
- Veřejná doprava – projekt Optimalizace datové základny a informačních systémů ve veřejné dopravě s využitím metod data miningu a mapových služeb, v roce 2016 schválen ve spolupráci se společností Central Euroepan Data Agency, a. s. k financování z Operačního programu EU Podnikání a inovace pro konkurenceschopnost. Vývoj datové základny informačních systémů pro veřejnou dopravu, výzkum a následný vývoj datových modelů, software nástrojů, aplikací a služeb, které budou dostupné zároveň pro odborníky z oblasti veřejné dopravy i pro cestující. Významným cílem je vytvoření aplikace sloužící jako komplexní editační nástroj a registr k identifikaci a lokalizaci zastávek a linek veřejné dopravy.

## Hospodaření
Podle zprávy z roku 2017 pro firmu pracovalo zhruba 90 vývojářů a analytiků.
Podle účetní závěrky za rok 2012 měla společnost tržby 70 milionů a zisk necelých 10 milionů korun před zdaněním.
Společnost CHAPS mezi lety 2013 a 2017 neplnila zákon o účetnictví a nezveřejňovala své výsledky.